# Sud-Est (département d'Haïti)
Pour les articles homonymes, voir Sud-Est.
Le département du Sud-Est (créole haïtien : Sidès) est l'un des dix départements d'Haïti. Son chef-lieu est Jacmel. Sa superficie est de 2 034 km2 et on estime sa population de 575 293 habitants(recensement par estimation de 2009).
La région dont la partie occidentale est formée par la partie sud-est de la Péninsule de Tiburon, s'étendant entre la rivière des Côtes-de-Fer et le fleuve Pedernales qui marque la frontière avec République dominicaine est également connue sous le nom de « Côte sud ».

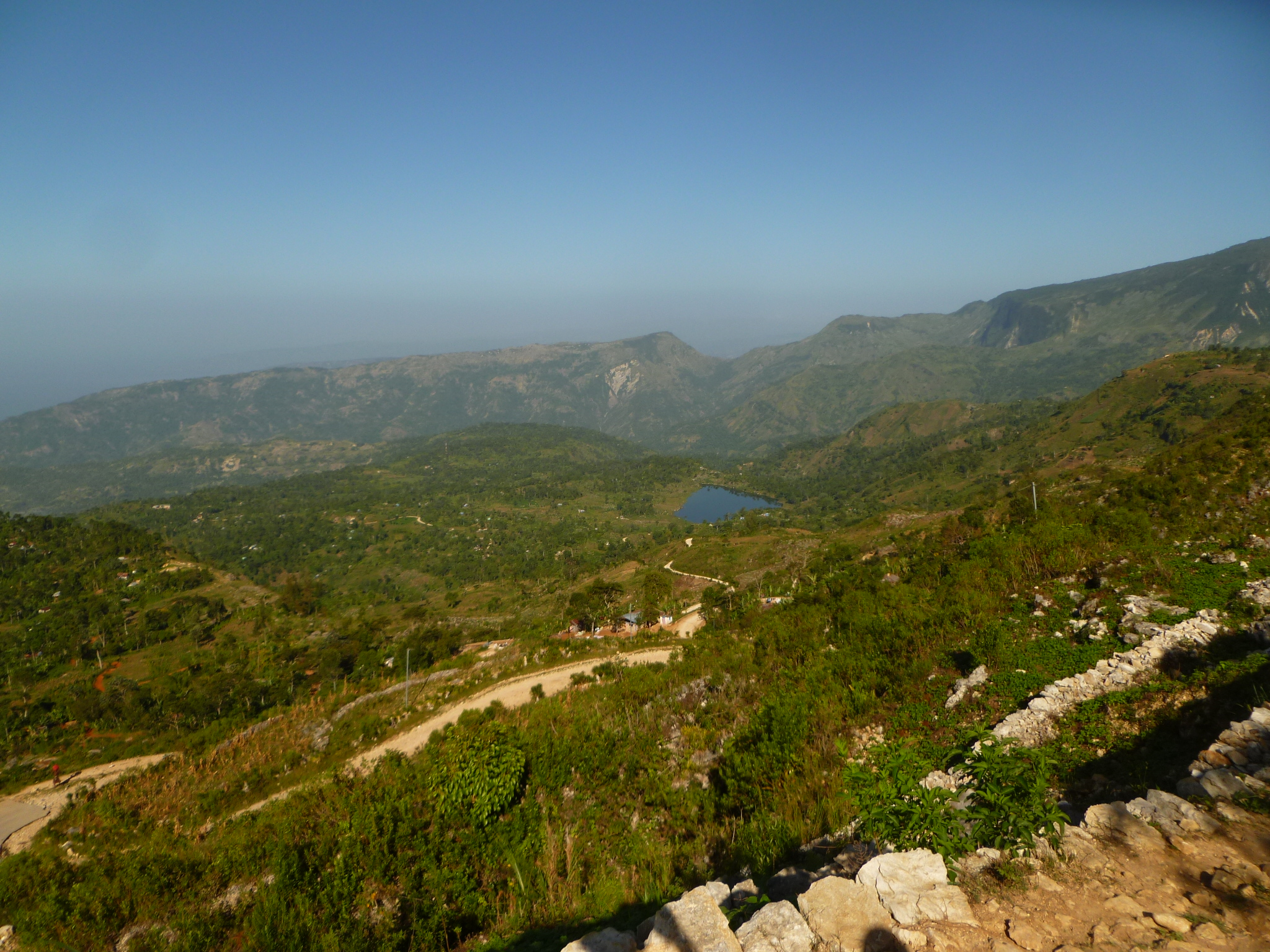
Marigot

## Divisions administratives
Le département du Sud-Est est divisé en 3 arrondissements et 10 communes :
- Arrondissement de Bainet (2 communes) : 
  1. Bainet
  2. Côtes-de-Fer
- Arrondissement de Belle-Anse (4 communes) : 
  1. Belle-Anse
  2. Anse-à-Pitres
  3. Grand-Gosier
  4. Thiotte
- Arrondissement de Jacmel (4 communes) :
  1. Jacmel
  2. Cayes-Jacmel
  3. Marigot
  4. La Vallée-de-Jacmel